# Karel Ančerl
Karel Ančerl (11. dubna 1908 Tučapy – 3. července 1973 Toronto) byl český dirigent a národní umělec. Ceněna jsou jeho zpracování děl Antonína Dvořáka, Leoše Janáčka, Igora Stravinského, Arnolda Schönberga, Bély Bartóka, Sergeje Prokofjeva, Bohuslava Martinů či Miloslava Kabeláče.

## Život

### Do konce druhé světové války

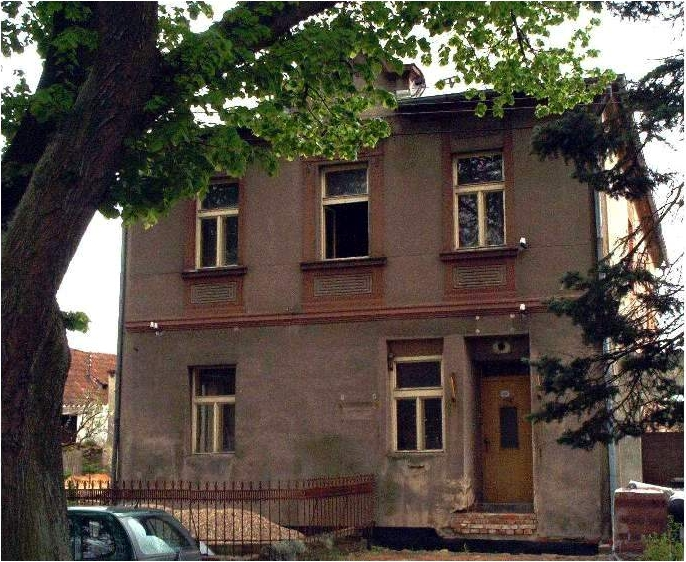
Rodný dům Karla Ančerla v Tučapech na Táborsku (v roce 2005 – v rekonstrukci)

Narodil se v jihočeských Tučapech do rodiny Leopold Ančerla (1873–1944) a jeho manželky Idy (1884–1944), rozené Preiszové. Měl mladší sestru Janu (1911–1922), která zemřela mladá na meningitidu.
Studoval skladbu u Jaroslava Křičky, dirigování u Pavla Dědečka a také hru na bicí nástroje. Význam pro jeho uměleckou kariéru mělo studium mikrointervalové hudby u Aloise Háby, a také pravidelná účast na zkouškách České filharmonie, kde mohl sledovat práci Václava Talicha.
Poprvé dirigoval v roce 1930, kdy jako své absolventské vystoupení provedl vlastní symfoniettu. Záhy na sebe upozornil i v zahraničí, když v Mnichově připravil Hábovu operu Matka pro H. Scherchena, kterou o šestnáct let později uvedl sám v Praze. Působil také jako dirigent a houslista v Osvobozeném divadle.
V roce 1931 se oženil s Valerií Vigovou, sestřenicí z matčiny strany. Na festivalech Mezinárodní společnosti pro soudobou hudbu ve Vídni (1932) a v Amsterdamu (1933) získal pozitivní kritiku. V rozhlase, kam posléze nastoupil, prozatím tak úspěšný nebyl, zpočátku mu byla svěřována jen práce režisérská a záskoky v nouzi. Jeden ze záskoků, kdy převzal dirigování obtížné 3. symfonie Sergeje Prokofjeva, vzbudil pozornost, uznání a vynesl mu pozvání k České filharmonii i na další mezinárodní festival moderní hudby do Barcelony.
Po německé okupaci byl z rozhlasu propuštěn a i s rodinou přestěhován zpět do rodných Tučap, o rok později byli z rodného domu vyhnáni do nedaleké Dírné. Zprvu jezdil na kole na zámek Rohanů v Choustníku vyučovat housle, následně pracoval jako lesní dělník. Následně byl gestapem uvězněn v Táboře a pak pracoval jako dělník firmy Teerag v Soběslavi. Dne 12. listopadu 1942 byl i s manželkou i rodiči deportován do koncentračního tábora v Terezíně, kde se podílel na hudebních aktivitách, založil zde improvizovaný smyčcový orchestr. Jeho manželka zde v roce 1943 porodila syna Jana. O rok později byla celá rodina včetně rodičů zařazena do transportů do Osvětimi, kde byli všichni kromě Karla zplynováni. V lednu 1945 musel před příchodem Rudé armády do Osvětimi nastoupit na pochod smrti do pracovního tábora Friedland v Dolním Slezsku (po válce Mieroszów), který byl pobočným táborem koncentračního tábora Gross-Rosen.
14. února 1945 tábor osvobodila Rudá armáda. Spolu s přítelem z tábora se vydali pěšky do Terezína, kde pátrali po svých příbuzných. Karel nalezl pouze strýce z matčiny strany a jeho syna. V Terezíně také potkal Hanu roz. Glücklichovou (1914–1983), kterou později pojal za ženu a která také o manžela a rodiče přišla v koncentračních táborech.

### Ve vlasti i světě po roce 1945
Po skončení války byl nejprve ředitelem nově budované Opery 5. května, poté opět zaměstnancem Československého rozhlasu, tentokrát jako šéfdirigent Symfonického orchestru.
V roce 1948 podepsal výzvu prokomunistické inteligence Kupředu, zpátky ni krok!, jež byla vydána dne 25. února 1948 pro podporu komunistického převratu a k níž se připojil i celý Symfonický orchestr. Vrcholné období jeho umělecké činnosti započalo v roce 1950, kdy byl jmenován uměleckým ředitelem České filharmonie, kterou řídil plných osmnáct let. Rozšířil její repertoár hlavně o díla klasiků 20. století – Arnolda Schönberga, Bély Bartóka, Igora Stravinského, Sergeje Prokofjeva, Benjamina Brittena a dalších. Věnoval se také dílu Bohuslava Martinů i soudobých českých skladatelů. Českou filharmonii uvedl do světa zájezdem do Austrálie, na Nový Zéland, do Číny, Indie a Japonska (1959), později i do Spojených států amerických a Kanady. S filharmonií koncertoval i v řadě evropských zemí a sám byl zván jako dirigent k předním světovým orchestrům. Během těchto pozvání zařazoval do vystoupení i skladby českých autorů.
Zdokonalení techniky hudebního záznamu a s tím související rozšíření nahrávací činnosti orchestru znamenalo pro něho cestu k další práci a popularitě. Jeho nahrávky se dočkaly ocenění mezinárodními gramofonovými cenami.

### Emigrace

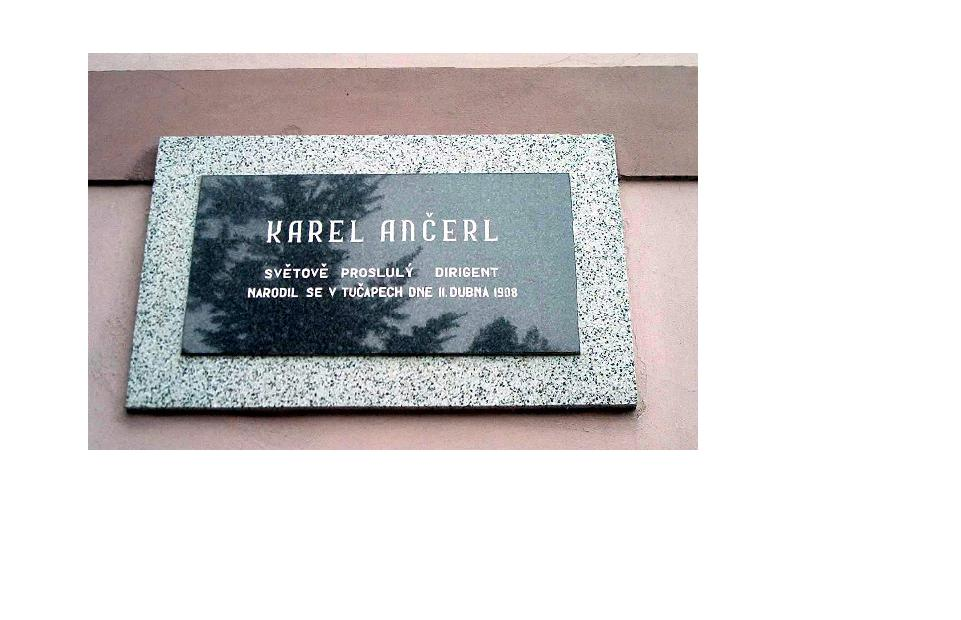
Pamětní deska Karla Ančerla, odhalena 6. září 1998 na obecním úřadě v Tučapech. Foto 2005

V roce 1968 se rozhodl emigrovat. V následujícím roce sice ještě řídil dva koncerty na festivalu Pražské jaro (tím dosáhl celkový počet jeho koncertů s Českou filharmonií čísla 766), poté se však už do své vlasti nevrátil. Stal se šéfdirigentem symfonického orchestru v kanadském Torontu a jako dirigent zajížděl i k jiným americkým orchestrům, přitom ve světě stále propagoval českou klasickou i moderní hudbu. V dalších letech se na jeho zdraví projevily útrapy z války. Dne 3. července 1973 v Torontu zemřel. Po letech byly jeho ostatky převezeny do vlasti a uloženy na Vyšehradském hřbitově v Praze. V roce, kdy si hudební svět připomínal Ančerlovo 90. výročí narození a 25. výročí úmrtí, byla dne 6. září 1998 v Tučapech na budově obecního úřadu odhalena pamětní deska. Dne 23. června 2018 byla před jeho rodným domem odhalena jeho busta. Slavnosti se účastnily význačné osobnosti včetně kanadské velvyslankyně.
Po válce, během níž přišel o rodinu, se podruhé oženil s Hanou Glücklichovou, s níž měl dva syny. Prvním byl Jiří (1946–1999), jehož první manželkou byla konzervatoristka Jindřiška Havlů. Druhý syn Ivan (1948–1994) se v kanadské emigraci oženil s Jette Henriksenovou. Syn Jiří se ještě v Kanadě rozvedl a později měl, již po návratu do Česka, s novou družkou dvě dcery, zemřel v roce 2000. Druhý syn Ivan, jenž zemřel o několik let dříve v Kanadě, po sobě zanechal syna Nicholase (* 1978). Sestřenice Karla Ančerla Markéta Ančerlová žila na Vyšehradě až do své smrti a měla také hudební talent, ale po událostech v 50. letech a po sebevraždě své dcery Markéty (17 let) se odebrala do ústraní. Poté se živila jako soukromá učitelka hry na klavír až do své smrti.
Supraphon vydal kolekci jeho nahrávek na 42 kompaktních discích pod názvem Karel Ančerl Gold Edition.

## Nejvýznamnější nahrávky
- Ančerl Gold 1 Smetana, B. Má vlast / ČF
- Ančerl Gold 2 Dvořák, A. Symfonie č. 9 Z Nového světa, V přírodě, Othello / ČF
- Ančerl Gold 4 Musorgskij, A.P./Rimskij-Korsakov, N.A Obrázky z výstavy-Noc na Lysé hoře-Španělské capriccio
- Ančerl Gold 5 Stravinskij, I. Petruška, Svěcení jara / ČF
- Ančerl Gold 6 Mahler, G./Strauss, R. Symfonie č. 1 - Enšpíglova šibalství / ČF
- Ančerl Gold 7 Janáček, L. Glagolská mše, Taras Bulba / Domanínská, Soukupová, Blachut, Haken, PFS / Veselka / ČF
- Ančerl Gold 11 Kabeláč, M./Hanuš, J. Mysterium času - Hamletovská improvizace - Koncertantní symfonie / ČF
- Ančerl Gold 12 Martinů, B. Koncert pro klavír a orchestr č. 3, Kytice / Páleníček, Domanínská, Červená, …PFS/ J.Kühn, KDS / ČF
- Ančerl Gold 13 Dvořák, A. Rekviem / ČF
- Ančerl Gold 14 Stravinskij, I. Oidipus Rex, Žalmová symfonie / PFS / Veselka / ČF
- Ančerl Gold 19 Dvořák, A. Symfonie č. 6 D dur, Můj domov, Husitská, Karneval / ČF
- Ančerl Gold 22 Bartók, B. Koncerty pro housle a orchestr / A.Gertler, E.Bernáthová / ČF
- Ančerl Gold 23 Šostakovič, D. Symfonie č. 7 Leningradská / ČF
- Ančerl Gold 24 Janáček, L./Martinů, B. Sinfonietta - Fresky Piera della Francesca, Paraboly / ČF
- Ančerl Gold 26 Bartók, B. Koncert pro orch., Koncert pro violu a orch. / J.Karlovský / ČF
- Ančerl Gold 32 Stravinskij, I. Svatba (Les Noces), Kantáta, Mše / PFS, Veselka, ČF
- Ančerl Gold 34 Martinů, B. Symfonie č. 5 a 6 (Symf. fantazie), Památník Lidicím / ČF
- Dvořák, A. Best of Dvořák (orchestrální dílo)